# Lütfiye, Saruhanlı
Lütfiye là một xã thuộc huyện Saruhanlı, tỉnh Manisa, Thổ Nhĩ Kỳ. Dân số thời điểm năm 2011 là 799 người.